# Kentwell Hall
Kentwell Hall est une demeure seigneuriale située à Long Melford, dans le Suffolk, en Angleterre. Il comprend la maison, les dépendances, une ferme de races rares et des jardins. La majeure partie de la façade actuelle du bâtiment date du milieu du XVIe siècle, mais les origines de Kentwell sont bien antérieures, avec des références dans le Domesday Book de 1086.
Kentwell est le lieu d'arrière-plan de nombreuses productions cinématographiques et télévisuelles et, depuis 1979, est chaque année le théâtre de Tudor et d'autres reconstitutions historiques d'époque, avec des mariages et d'autres événements. Il accueille également Scaresville, un événement annuel d'Halloween qui remporte des prix nationaux en 2009 et 2018.

## Histoire

### Histoire ancienne
La première référence enregistrée à Kentwell se trouve dans le Domesday Book de 1086, qui déclare que le manoir de Kentwell (avec six autres) fait partie de la propriété de Frodon, frère de l'abbé Baldwin, de l'abbaye de St. Edmund's.
Frodon est connu pour avoir laissé au moins deux fils, Alan et Gilbert, mais l'histoire documentée de Kentwell est quelque peu clairsemée pour les 300 années suivantes. Une interprétation des registres papaux de la dîme suggère que Kentwell appartient à une personne appelée Galleus de 1145 à 1148;  et il y a des références dans les papiers de l'Église à une famille "De Kentewell", dont un Sir Gilbert de Kentewell, au XIIIe siècle.
Entre les années 1252 et 1272, Kentwell Manor semble avoir été concédé par le roi Henri III à Sir William de Valence, tué au combat en France en 1296. Kentwell passe à sa nièce, qui épouse David Strabolgie, comte d'Athol ; en 1333, il cède à son tour le manoir à Sir Robert Gower et à ses héritiers. Kentwell passe à la fille de Sir Robert Gower puis, en 1368, à John Gower, poète, ami personnel de Geoffrey Chaucer.
En 1373, Kentwell est acquis par Sir John Cobham et passe peu après à la famille Mylde.

### Période de la famille Clopton
Des générations successives de Cloptons occupent Kentwell Hall à partir de 1375 environ lorsque Sir Thomas Clopton épouse Katherine Mylde, fille de William Mylde de Clare, Suffolk, alors propriétaire du domaine . Le domaine, alors nommé Lutons, est inclus dans le testament de ce Sir Thomas Clopton, en date du 8 mars 1382. Clopton meurt l'année suivante. Les Clopton sont une famille locale respectée, certains membres de la famille se distinguant à l'échelle nationale aux XVe et XVIe siècles. La famille est nommée dans le Domesday Book de 1086 en tant que feudataires de l'honneur de Clare et divers membres de la famille "de Clopton" apparaissent dans les registres de l'église et de l'abbaye au cours des 200 années suivantes. La famille Clopton transforme le manoir dans sa forme reconnaissable actuelle. Les membres successifs de la famille restent à Kentwell jusqu'en 1661, date à laquelle le dernier résident Clopton y meurt.
Une mention constante est faite du "manoir" ou "la place des Lutons" dans les testaments et les documents des Cloptons successifs jusqu'en 1563, date à laquelle les premières références sont faites à "la nouvelle maison de maître de Kentwell Hall". D'après les preuves des archives historiques et les preuves actuelles, il y a une présomption que le manoir de Lutons était situé dans une forêt connue sous le nom de Pond Plantation, à environ un quart de mile au nord-ouest du site actuel. Il y a des références dans les archives contemporaines à "la maison des Lutons, près des étangs du parc, où se trouvait une petite chapelle de Sainte Anne" . La chapelle Sainte-Anne est représentée sur les cartes de la plantation de l'étang jusqu'au XIXe siècle.

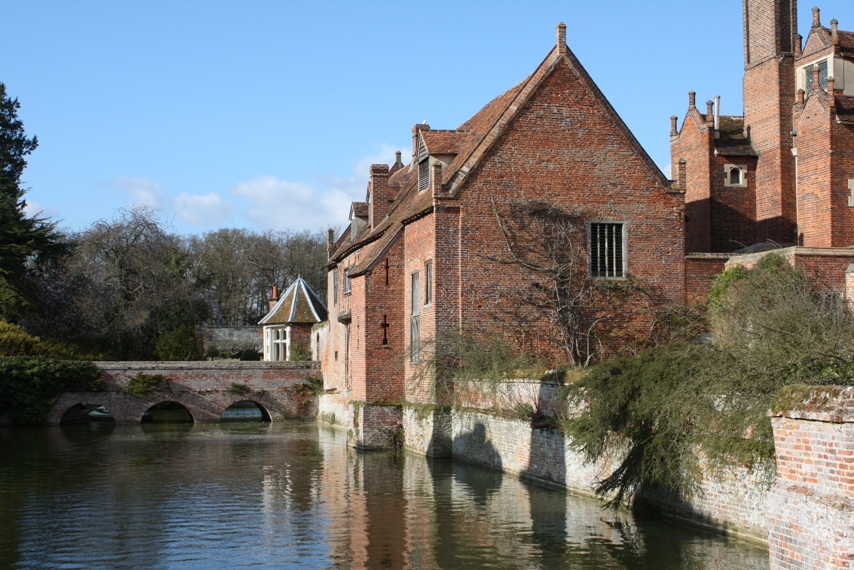
La maison des douves à Kentwell Hall

Le manoir actuel est construite par plusieurs générations de la famille Clopton. La structure la plus ancienne est la Moat House, qui aurait été construite au début du XVe siècle. Elle comprend trois niveaux. Le rez-de-chaussée est divisé en trois pièces qui sont utilisées comme laiterie, boulangerie et brasserie. Le premier étage est divisé en trois autres pièces; et il y a deux pièces dans le grenier. Les preuves disponibles indiquent que la Moat House est utilisée au cours de sa vie comme aile de service du manoir principal. Cependant, les historiens suggèrent que la Moat House a été construite à l'origine comme résidence principale, remplaçant l'ancienne maison de la Pond Plantation. La construction de la salle à usage de brasserie, en particulier, indique une salle à claire-voie, haute de trois niveaux, avec des charpentes noircies au pas des pignons témoignant d'un foyer central dépourvu de cheminée.
L'individu qui commande la construction de Moat House est inconnu; mais de nombreux historiens estiment que c'est Sir William Clopton, fils de Sir Thomas Clopton et de Katherine Mylde. Il combat à la bataille d'Azincourt en 1415 et meurt en 1446. Il est enterré dans l'allée Kentwell de l'église Holy Trinity voisine où son effigie, en armure complète, est exposée.
La maison principale de Kentwell est construite en trois phases : le bloc principal, initialement à deux niveaux ; les ailes; et enfin un troisième niveau. Le bloc principal est construit par John Clopton (fils de Sir William Clopton) à la fin du XVe siècle. Les ailes sont ajoutées par son petit-fils, le troisième William Clopton, dans les années 1540 ; enfin le niveau supplémentaire, comprenant une nouvelle longue galerie, est ajouté par son fils Francis Clopton dans les années 1560.
Les Clopton reconstruisent également l'église Holy Trinity à Long Melford et ajoutent de nombreux vitraux représentant la famille. Ils construisent également la chapelle Clopton pour le culte familial privé .

### XVIIesiècle
Au début du XVIIe siècle, la famille Clopton est en déclin et Kentwell Hall passe sous l'intendance des familles Waldegrave et plus tard des familles Darcy. De nombreux Cloptons survivants rejoignent l'exode puritain vers les colonies nord-américaines; l'une d'elles, Thomasine Clopton, épouse John Winthrop, l'un des fondateurs de la ville américaine de Boston et le premier gouverneur de la Colonie de la baie du Massachusetts.
En 1676, le manoir de Kentwell, ainsi que le manoir des moines qui l'accompagne, Melford, sont vendus par Sir Thomas Darcy à Thomas Robinson. Le prix enregistré est un total de 242 £ pour 260 acres (1,0521826692 km2)   de terrain disponible pour le nouveau propriétaire; et un autre £ 518.10s.0d pour 1 018 acres (4,11969983556 km2) de terrains loués à des locataires. Il n'y a aucune trace du prix d'achat de la maison.
Le nouveau propriétaire est un avocat nommé baronnet par Charles II en 1681. Il plante l'allée de tilleuls longue d'un kilomètre qui borde l'allée menant à la maison et qui existe encore aujourd'hui. Robinson entreprend également un certain nombre de modifications à l'intérieur, notamment la construction de l'escalier à puits ouvert dans l'aile est.
Robinson meurt en 1683 en sautant d'une fenêtre de sa chambre dans le quartier du Temple à Londres alors qu'il tentait d'échapper à un incendie. Kentwell passe à son fils, Sir Lumley Robinson, mais il meurt l'année suivante. Le troisième baronnet, Sir Thomas Robinson, vend Kentwell en 1685 pour rembourser ses dettes de jeu. Les nouveaux propriétaires sont les héritiers de Sir John Moore, ancien maire de Londres en 1681.

### Fin duXVIIesiècle au début duXIXesiècle
Cette période est la moins documentée de l'histoire récente du domaine de Kentwell. Pendant cette période, Kentwell appartient aux héritiers de la famille Moore, mais peu de détails sont connus.

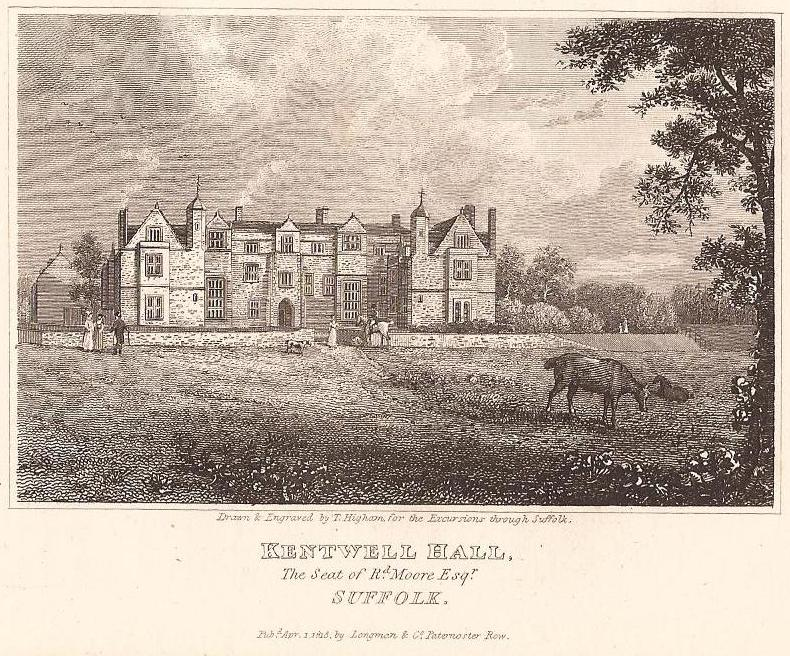
Kentwell Hall en 1818 par le graveur paysagiste Thomas Higham, pendant l'occupation de Richard Moore

De 1782 à 1823, le propriétaire est Richard Moore et il existe des preuves de travaux effectués par lui à l'intérieur. Il y a des caractéristiques géorgiennes telles que des corniches à denticules, des cheminées et des portes introduites au cours de cette période; et la cheminée de la chambre Moat, dans l'aile ouest, est décorée des armoiries de la famille Moore. Certains historiens pensent également que la bibliothèque et la salle de billard, dans l'aile est, sont créées en même temps.

### Période victorienne
En 1823, Kentwell Hall est acheté par Robert Hart Logan, un Canadien d'origine écossaise qui a fait fortune dans le commerce du bois.

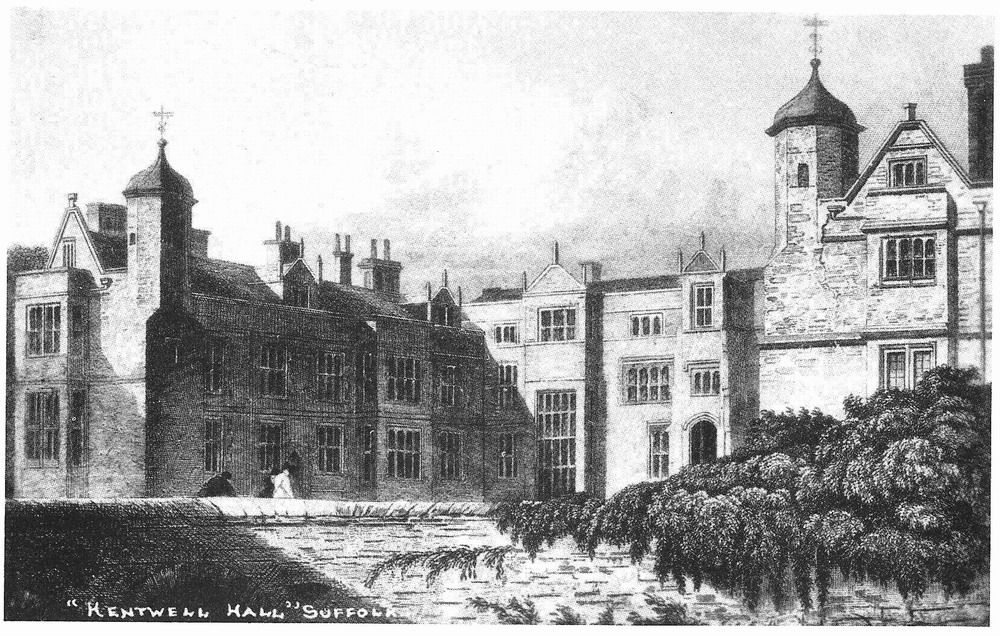
Gravure de Kentwell Hall en 1823, trois ans avant l'incendie qui détruit une grande partie de la partie centrale de la maison

Trois ans plus tard, en 1826, un incendie détruit une grande partie de l'intérieur central, notamment la salle à manger et les pièces du côté jardin de la maison. Cela incite Logan à commander des changements structurels majeurs à l'intérieur de la partie centrale de la maison. Il engage Thomas Hopper, le célèbre architecte victorien, pour concevoir les changements. Hopper a récemment été engagé par Sir William Parker pour entreprendre des travaux au Melford Hall voisin.
Les principales modifications concernent la salle à manger principale et la grande salle. Logan privilégie un style incarnant des éléments de l'anglais jacobéen, du baronnial écossais et du gothique, que l'on peut encore voir aujourd'hui. Dans la grande salle, l'écran et la galerie d'origine sont remplacés et le plafond est reconstruit. La conception du plafond, copiée d'une pièce similaire à Audley End dans l'Essex, comprend des poutres de marteau et des poteaux muraux qui sont colorés pour ressembler au chêne mais qui sont en fait entièrement construits en plâtre. Une cheminée du XVIIIe siècle est conservée.
La conception de la salle à manger comporte des arcs Tudor dans la moitié supérieure de la pièce et des arcs et des pilastres jacobins dans la moitié inférieure. Une cheminée héraldique et un trumeau de style gothique dominent le côté nord de la pièce, sculptés dans du marbre gris italien, représentant les armoiries des familles Clopton et Logan. La conception est copiée de la cheminée médiévale du palais épiscopal d'Exeter, installée vers 1485 par Peter Courtenay, évêque d'Exeter .
Hopper entreprend aussi des modifications à la bibliothèque et à la salle de billard dans l'aile est, notamment en augmentant la hauteur des plafonds de deux pieds.
Logan meurt endetté en 1839. Kentwell est vendu à la famille Starkie Bence qui continue à occuper ou à louer la maison pendant plus d'un siècle.

### XXesiècle à nos jours

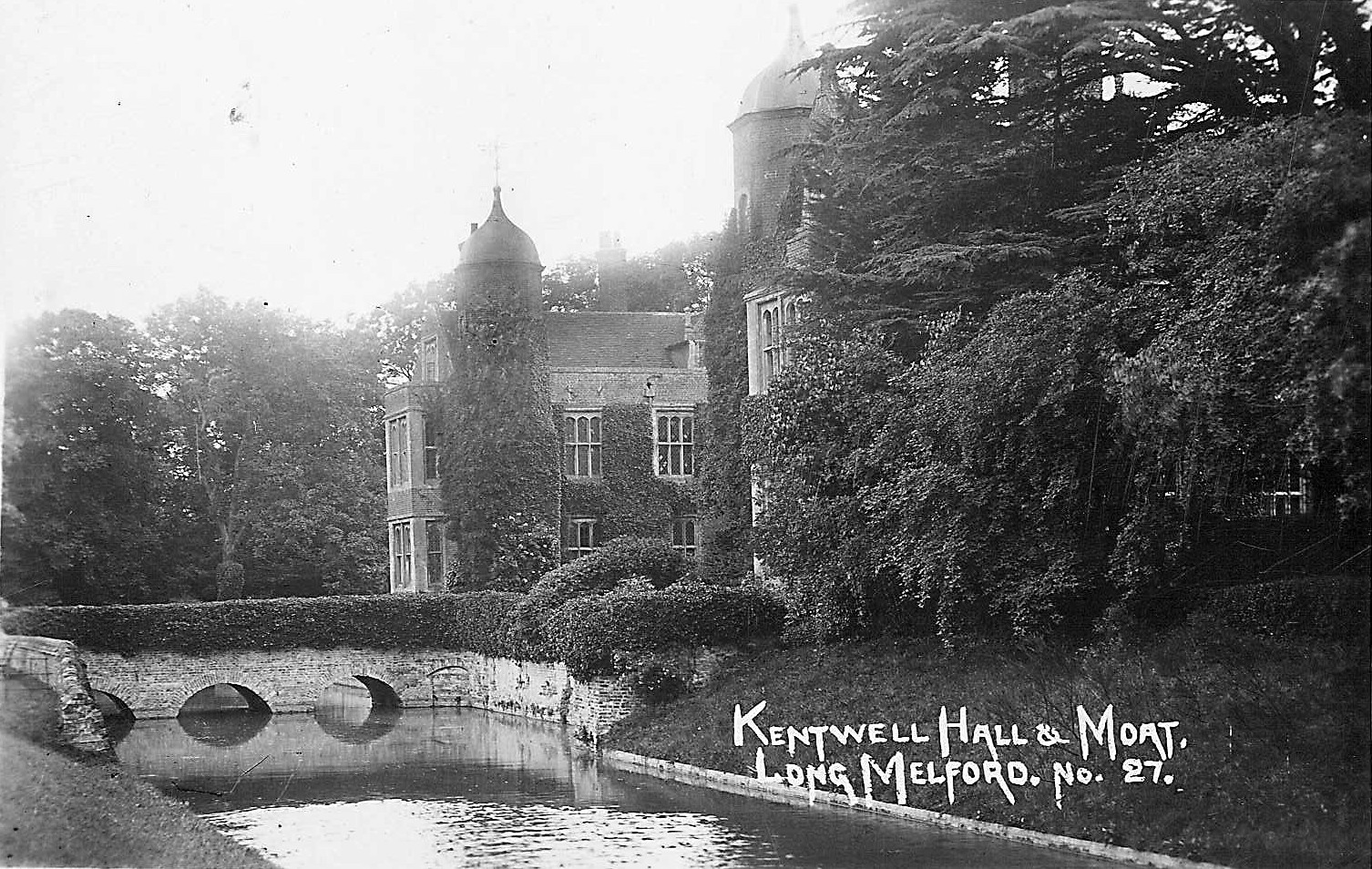
Kentwell Hall en 1910

À partir de 1889, bien que Kentwell reste la propriété de la famille Starkie Bence, il est loué à une succession de locataires. Parmi eux Sir John Aird, fils du célèbre ingénieur civil victorien du même nom ; l'avocat Sir John Norton; la famille du pilote automobile Richard Seaman ; et Sir Connop Guthrie, dont la femme redessine les jardins .
Pendant la Seconde Guerre mondiale, la maison et le parc sont réquisitionnés par les militaires, qui l'utilisent comme un grand camp de transit. La propriétaire de Kentwell Hall, Mme Maithal Starkie Bence, occupe à l'époque des chambres dans la maison.
La famille Starkie Bence vend finalement Kentwell en 1971. Le manoir appartient maintenant à Patrick et Judith Phillips, qui l'utilisent comme leur maison. Patrick Phillips achète la maison en 1971 alors qu'elle est dans un état de délabrement avancé. Depuis cette époque, les réparations et les restaurations sont financées en ouvrant la maison au public.